# Synodus jaculum
Anoli phare
Espèce
Statut de conservation UICN

 LC 02 mars 2015 : Préoccupation mineure
Synodus jaculum, l’Anoli phare, est une espèce de poissons de la famille des Synodontidae.

## Systématique
L'espèce Synodus jaculum a été décrite pour la première fois en 1981 par Barry C. Russell (d) et Roger Frank Cressey (d) (1930-2001),.

## Distribution
Cette espèce se croise au large des côtes des océans indien et pacifique.

## Description
Synodus jaculum peut mesurer jusqu'à 20 cm bien que la plupart des spécimens aient une taille de l'ordre de 10 cm .
Cette espèce se trouve principalement près des côtes, à des profondeurs variant de 10 à 100 m.

## Étymologie
Son épithète spécifique, jaculum, du latin signifiant javelot, venant de la faculté que l’espèce à se lancer du fond marin vers le mi-fond avant d'y rester.

## Comportement

### Parasites
Les spécimens adultes sont victimes de nombreux endoparasites, comme les copépodes du genre Metataeniacanthus

## Publication originale
- Biological Society of Washington, Smithsonian Institution, Proceedings of the Biological Society of Washington (revue scientifique), Biological Society of Washington, Washington.